# Isole di Mjačin
Le isole di Mjačin (in russo Острова Мячина, ostrova Mjačina) sono un gruppo di isole russe bagnate dal mare di Kara.
Amministrativamente fanno parte del distretto di Tajmyr del Territorio di Krasnojarsk, nel Circondario federale della Siberia.

## Geografia
Le isole sono situate lungo la costa di Chariton Laptev (берег Харитона Лаптева, bereg Charitona Lapteva), poco a nord del capo Vil'd (мыс Вильда, mys Vil'da), che separa la baia Sljudjanaja (бухта Слюдяная, buctha Sljudjanaja) dalla baia Ėklips (бухта Эклипс, buchta Ėklips), nella parte centrale della penisola del Tajmyr. Fanno parte della Riserva naturale del Grande Artico.
Si tratta di 2 piccole isole senza nome individuale, che si sviluppano in direzione nord-sud, situate a 200 m l'una dall'altra. L'isola meridionale è la maggiore: misura 700 m di lunghezza è poco meno di 300 m di larghezza. Il punto più alto del gruppo si trova qui ed è di soli 7 m s.l.m. L'isola settentrionale è invece di forma arrotondata, il cui diametro non supera i 200 m.
Sono coperte da una rada vegetazione tipica della tundra.

## Storia
Le isole sono state così chiamate dalla spedizione idrografica nel Tajmyr occidentale del 1933, in onore di Georgij Georgievič Mjačin, fuochista russo sul rompighiaccio Vajgač, che morì d'appendicite nell'inverno del 1915, durante un'altra spedizione idrografica. La sua tomba si trova nei pressi delle isole, sul capo di Vil'd.

## Isole adiacenti
- Isola Burun (остров Бурун, ostrov Burun), a sud-est, alla foce del fiume Kamennaja, insieme ad altre isolette senza nome.
- Isole di Baklund (острова Баклунда, ostrova Baklunda), a nord-est.